# Tell Me Baby
Tell Me Baby är en låt av Red Hot Chili Peppers, utgiven på albumet Stadium Arcadium från 2006. Den släpptes även som andrasingel från albumet den 17 juli 2006. Låten var försäljningsmässigt inte lika lyckad som föregående singel, Dani California.
I låten hörs bandets gamla funksound från tiden då Blood Sugar Sex Magik spelades in, samt det mer melodiska soundet från gruppens senare album. Albumversionen av låten innehåller textraden "life can be a little shitty". I en censurerad version har ordet "shitty" ersatts av "kitty".

## Musikvideo
Musikvideon för Tell Me Baby regisserades av Jonathan Dayton och Valerie Faris, en duo som tidigare jobbat med flera av bandets videor. Flea sade att "det är den bästa [videon] vi någonsin gjort". Till videon intervjuade Dayton och Faris folk som kommit till Kalifornien för att uppnå någon slags berömmelse och människor som spelar musik bara för att spela musik. När de intervjuade senare blev återkallade filmades de när Red Hot Chili Peppers överraskade dem genom att komma in i rummet. Videon för Tell Me Baby återger hur pinsam en audition kan vara och hur svårt det är att ta sig in i musikbranschen.

## Låtlista
Tell Me Baby CD1:
1. "Tell Me Baby" - 4:07
2. "A Certain Someone" - 2:25

Tell Me Baby CD2:
1. "Tell Me Baby" - 4:07
2. "Mercy Mercy" - 4:01
3. "End of Show Lyon" (live) - 03:53